# Scipio (Utah)
Scipio és una població dels Estats Units a l'estat de Utah. Segons el cens del 2000 tenia 290 habitants.

## Demografia
Segons el cens del 2000, Scipio tenia 290 habitants, 112 habitatges, i 91 famílies. La densitat de població era de 131,7 habitants per km².
Dels 112 habitatges en un 28,6% hi vivien nens de menys de 18 anys, en un 72,3% hi vivien parelles casades, en un 6,3% dones solteres, i en un 18,8% no eren unitats familiars. En el 18,8% dels habitatges hi vivien persones soles el 13,4% de les quals corresponia a persones de 65 anys o més que vivien soles. El nombre mitjà de persones vivint en cada habitatge era de 2,59 i el nombre mitjà de persones que vivien en cada família era de 2,95.
Per edats la població es repartia de la següent manera: un 24,8% tenia menys de 18 anys, un 8,6% entre 18 i 24, un 14,8% entre 25 i 44, un 24,5% de 45 a 60 i un 27,2% 65 anys o més.
L'edat mediana era de 46 anys. Per cada 100 dones de 18 o més anys hi havia 105,7 homes.
La renda mediana per habitatge era de 30.227 $ i la renda mediana per família de 35.625 $. Els homes tenien una renda mediana de 30.714 $ mentre que les dones 13.750 $. La renda per capita de la població era de 14.003 $. Cap de les famílies i l'1,7% de la població estaven per davall del llindar de pobresa.

## Poblacions més properes
El següent diagrama mostra les poblacions més properes.